# ياسر مدخلي
ياسر عمر مدخلي لاعب كرة قدم سعودي ، يلعب في نادي الحوراء.

## مسيرة اللاعب
لعب في نادي الوطني ونادي الحوراء.